# Kanton Diekirch
Koordinaten: 49° 50′ N, 6° 12′ O

Der Kanton Diekirch liegt im Norden des Großherzogtums Luxemburg. Er grenzt im Norden an die Kantone Clerf und Vianden, im Osten an das deutsche Land Rheinland-Pfalz und den Kanton Echternach, im Süden an den Kanton Mersch und im Westen an die Kantone Redingen und Wiltz.
Bis zur Abschaffung der luxemburgischen Distrikte am 3. Oktober 2015 gehörte der Kanton zum Distrikt Diekirch.

## Verwaltungsgliederung
Der Kanton Diekirch umfasst zehn Gemeinden (Einwohnerzahlen vom 1. Januar 2023).
1. Bettendorf (3052)
2. Burscheid (1678)
3. Diekirch (7295)
4. Ernztalgemeinde (2770), am 1. Januar 2012 gebildet aus
  - Ermsdorf und
  - Medernach
5. Erpeldingen an der Sauer (2429)
6. Ettelbrück (9688)
7. Feulen (2366)
8. Mertzig (2370)
9. Reisdorf (1353)
10. Schieren (2149)